# Глашин
Глашин (англ. Glasheen; ирл. An Ghlaisín / An Glaisín) — деревня в Ирландии, находится в графстве Корк (провинция Манстер).